# What the Bleep Do We Know!?
What the Bleep Do We Know!? is een film uit 2004 die aan de hand van interviews en een fictieve verhaallijn verbindingen illustreert tussen uiteenlopende domeinen van wetenschap en spiritualiteit. Onderwerpen die in de film worden besproken zijn onder andere neurologie, kwantumfysica, psychologie, epistemologie, ontologie, metafysica, het magische denken en spiritualiteit. De film bevat gesprekken met individuen die als deskundigen in wetenschap en spiritualiteit worden geïntroduceerd, die met het verhaal van een dove fotografe, die met haar omstandigheden worstelt, worden afgewisseld. De film bevat veel door middel van de computer geanimeerde beelden.
De film heeft zowel een aantal prijzen als kritiek ontvangen.
In 2006 is de What the BLEEP – Down the Rabbit Hole, Quantum Edition multi-disc DVD set uitgegeven, die twee uitgebreide versies van What the BLEEP Do We Know!? bevat, en meer dan 15 uur materiaal op 6 DVD’s.